# Physics-Uspekhi
Physics-Uspekhi (en version anglaise : Advances in Physical Sciences) est une revue scientifique mensuelle internationale à comité de lecture publiée par Turpion (version papier) et IOP Sciences (version en ligne), les deux appartenant à IOP Publishing. Le titre russe est Uspekhi Fizicheskikh Nauk (en russe : Успехи физических наук). Le facteur d'impact en 2015 est 2.126.
Il a été fondé en 1918 et une version en anglais existe depuis 1958, d'abord sous le titre Soviet Physics Uspekhi et, à partir de 1993, Physics-Uspekhi. Le fondateur Eduard Shpolsky en a été rédacteur en chef jusqu'en 1975.
La revue publie des articles de synthèse sur tous les domaines physiques. 

## Indexation
- Science Citation Index
- Current Contents
- Inspec
- Physics Abstracts
- Chemical Abstracts
- Scopus
- Chemical Abstracts Service
- Compendex
- INIS Atomindex
- NASA Astrophysics Data System

## Liens
- (ru) « Site du journal en russe : Успехи физических наук »
- (en) « Site du journal en anglais : Physics-Uspekhi »